# Simplicia solomonensis
Simplicia solomonensis là một loài bướm đêm trong họ Noctuidae.